# Сыроежка буро-фиолетовая
Сырое́жка буро-фиолетовая (лат. Russula brunneoviolacea) — вид грибов, включённый в род Сыроежка (Russula) семейства Сыроежковые (Russulaceae).

## Описание
Шляпка мясистая, сначала уплощённая, затем слабо вогнутая, у взрослых грибов достигает 3—8(10) см в поперечнике. Край шляпки тупой, ребристый. Кутикула (кожица) отделяется не менее чем на половине радиуса шляпки, в сырую погоду — клейкая, в сухую — подсыхающая, матовая; окрашена в тёмно-пурпурные или красно-бурые тона в центре и более бледные, лиловые по краю.
Пластинки приросшие к ножке, частые, ветвящиеся и переплетающиеся, у молодых грибов белые, при созревании спор — кремовые.
Ножка 2—8×1—2 см, в средней части наиболее толстая, не полая, с гладкой белой поверхностью, в основании иногда желтеющей.
Мякоть рыхлая, хрупкая, без заметного запаха, со сладковатым вкусом.
Споровый отпечаток кремовый. Споры 8—10×7—9 мкм, эллиптической формы, покрытые бородавками, частично соединёнными тонкими анастомозами. Базидии 30—40×8—10 мкм, четырёхспоровые. Цистиды 50—75×6,5—10 мкм, тупоконечные, цилиндрические. Гифы кутикулы септированные, с сульфованилином становятся голубыми.
Съедобный гриб, обладает приятным грибным вкусом.

## Экология и распространение
Образует микоризу с лиственными и хвойными породами — берёзой, елью. Встречается редко, небольшими группами, в смешанных лесах летом и в начале осени.
Широко распространена в умеренной зоне Северного полушария.